# 古河志
『古河志』（こがし）は、江戸時代に古河藩士小出重固が著した古河藩領内の地誌である。『古河誌』とも称す。
現在も茨城県古河市の歴史解説において、たびたび参照されている。

## 経緯
古河藩家老の鷹見泉石が書いた序文によれば、本書は文政13年（1830年）作成である。文化5年（1808年）、幕府役人の原念斎が古河藩士からの聞き取りと史書により、地誌『許我志』を著していたが、これをもとにして、小出重固は実地調査結果を反映させた『古河志』を完成させた。のちの天保8年（1837年）に、藩主土井利位に献上された際、前藩主利厚のときに加増された新領地についても補足するよう命じられ、天保12年に附録・後編を追加し再献上した。
『古河志』に引用された寺社縁起や伝来の古文書のなかには、原本が失われたものも多いため、現在、古河地域の歴史を調べる際には貴重な資料となっている。底本『古河志』は古河市の指定文化財（典籍）である。

## 目録
本書の内容は下記の通り。
- 巻之上 天
  - 下総国葛飾郡下河辺庄　古河　国郡名義城主譜等他以類附数条
  - 頼政社
- 巻之上 地
  - 雀宮
  - 八幡町 八幡宮
  - 諏方 八幡宮
  - 天神町 天満宮
  - 正定寺
  - 本成寺
  - 徳星寺
  - 長谷寺
  - 隆岩寺
  - 大聖院
  - 正麟寺
  - 永井寺
  - 宗願寺
  - 小山観音寺
  - 狢塚災
  - 鍛冶町 小蓋宮
- 巻之中 已下新郷
  - 鴻巣御所 胞衣松 十念寺
  - 鴻巣村 宝蔵院
  - 竜樹院
  - 徳源院
  - 御胞衣塚
  - 長谷村 永僊院（永仙院）
  - 牧野地村 松月院
  - 坂間村碑
  - 名医田代三喜
  - 中田新田村 平右衛門
  - 中田宿 八幡宮 光了寺
  - 下大野村 正定寺 什物 已下岡郷
  - 大堤村 鮭延寺 熊沢了介
  - 小堤村 古城跡 円満寺
  - 関戸村 了覚寺
  - 下辺見村 弘法水
  - 武蔵国埼玉郡太田庄 名義 已下河辺郷
  - 向古河村 真光寺 天満宮 伊賀袋村浅間社
  - 渡辺競裔
  - 柏戸村 力士村右衛門
  - 柳生村 切支丹類族
- 巻之下 乾 已下岡郷
  - 下野国都賀郡小山庄 野木宿 名義 城墟 野木社
  - 松原新田村 高良社
  - 赤塚村 御所塚 下屋敷跡 諸塚
  - 佐川野村 法得寺
  - 野渡村 満福寺 御所塚 什物 兼栽翁 已下中郷
  - 上高嶋村 宝樹院殿御旧跡 瑞春院殿譜
  - 大川嶋村 総大社 光明寺文書
  - 東水代村 古城跡 城主譜 大中寺文書 総徳寺 観雲寺文書類
  - 寒川郡寒川村 胸形社 筑紫宗像社
  - 網戸村 明神社 城跡 城主 称念寺
  - 下宮村 渡守 古文書 谷中郷
- 巻之下 坤 已下佐野郷
  - 下野国都賀郡佐野庄 小野寺村 古城跡 小野寺太郎 村檜社 諏方社 大慈寺 住林寺常法院棟上御書他雑記
  - 岩船山地蔵堂
  - 御門村 正門院
  - 大田和山
  - 富吉村 住吉社 石塚佐市 薬師堂

- 附録目録
  - 下野国安蘇郡佐野庄 植野村 東照宮 赤城社 東光寺薬師什物 地頭
- 後編巻之上
  - 武蔵国埼玉郡 上崎村 龍興寺 足利持氏像并墳 春安二王児墳附文書
  - 上高柳村 地蔵院
  - 上中条村 雷電宮
  - 上川上村 熊野社 用水 社倉穀 医王寺并鍔口
  - 同国入間郡 石井村 白山社 熊野社 鬼ヶ橋
  - 沢木村 故主
  - 長岡村 水門
  - 市場村
  - 萱方村 古城蹟
  - 武蔵国横見郡 中曽根村 横見神社
  - 上沙村 阿弥陀堂
  - 古名村 古碑
  - 同国高麗郡
  - 三ッ木村 慈眼寺
  - 高倉村 古碑
  - 同国大里郡 古八ッ林村 春日社 矢代稲荷社
- 同巻之下
  - 下野国都賀郡 鍋山村 古城跡 阿弥陀堂・釜ヶ沢湧泉・三峯山天岩門・安養寺熊野社鍔口・百姓八右衛門賞賜
  - 正雲寺村 箱石祠并箱石 小舟越弁才天 八竜権現社 八腰天満宮 佐野源左衛門屋敷跡 保呂羽社 奇特者故名主茂八
  - 西新井村 用水
  - 西木村 故名主弥助
  - 箱森新田村 弦巻大明神 悪五郎 巾着山（錦着山）
  - 同国安蘇郡 下多田村 古文書
  - 同国梁田郡 神明村 田中太神宮
  - 足利郡 下川崎村 古城跡 故名主源右衛門願書
  - 上川崎村威徳天満宮 阿弥陀堂 貞滝坊古文書 小野寺家并家臣系図 百姓逸八後家賞賜